# Йоханес II фон Дист
Йоханес II фон Дист (на немски: Johannes von Diest, Dyst, Deest; † 21 септември 1259) от род фон Дист от белгийската провинция Фламандски Брабант, е като Йоханес I епископ на Самланд/Самбия в Русия (1251 – 1254) и като Йоханес II епископ на Любек (1254 – 1259).

## Управление
Дист е францисканец и се бори против невярващите. Той става първо епископ на Самланд/Самбия, но е изгонен от там. Веднага след започването на службата му в Любек той има конфликти с графовете Йохан и Герхард фон Холщайн, които използват епископските имоти. Йохан започва война с тях и се разбират на 13 ноември 1256 г.
Чичо е на Еверхард фон Дист († 1301), княжески епископ на Мюнстер (1275 – 1301).